# Седерхолміт
Седерхолміт — мінерал, селенід нікелю.
Названий за прізвищем фінського геолога Я. Седергольма (J.Sederholm), Y.Vuorelainen та інші, 1964.

## Опис
Подібний до NiSe (склад змінюється від Ni1,05Se до Ni0,85Se). Містить (%): Ni — 42,7; Se — 57,3. Сингонія гексагональна. Дигексагонально-дипірамідальний вид. Густина 7,06. Має високу відбивну здатність. Ідентифікується в аншліфах. Сильно анізотропний. Дає жовтувато-рожеві ефекти. Зустрічається у кальцитових жилах, які перетинають ураноносні альбітити разом з вілкманітом, клаусталітом, мекіненітом, трюстедтитом, кіткаїтом, кулерудитом, пенрозеїтом, гаститом та інш. селенідами.

## Розповсюдження
Знайдений у родовищі Оутокумну (Куусамо, північно-східна Фінляндія) в альбітитових дайках.